# Ramón Álvarez Escudero
Ramón Álvarez Escudero, conocido como Ramper, (Madrid, 20 de octubre de 1892-Sevilla, 5 de enero de 1952) es considerado el payaso más conocido de las décadas 20, 30 y 40 del siglo XX en España.

## Trayectoria
Su padre era empresario del carbón y su madre ama de casa, tenía 13 hermanos. Tras la muerte de su madre y la ruina de su padre, Álvarez empezó a trabajar como albañil durante la construcción del Hotel Palace de Madrid.
Su atracción por el arte circense, le llevó a trabajar como hombre anuncio y vendedor de agua en circos. Ramper inició su andadura artística en el circo a temprana edad, como acróbata, formó parte del trío italiano Otello, creó Les Croals Fréres y luego una pareja cómica llamada Orosa y su augusto Torpe, finalmente formó The Jerlavals junto a Félix Jerónimo con quien actuó  hasta 1914. También, formó trío cómico con Luis Esteso y José Álvarez «Lepe», etapa en la que fueron conocidos como «los tres ases de la gracia».
En 1915, formó un dúo acrobático junto con su hermano Pedro "Perico" Álvarez Escudero y debutó en el local que actualmente acoge la Sala Olimpia de Madrid. Tras el trágico fallecimiento de Perico en San Sebastián en 1920, Ramper actuó siempre en solitario, dejando los números de acrobacia y centrándose en los de payaso.
Considerado un payaso excéntrico de gran relevancia en la cultura escénica de primera mitad de siglo XX en España, sus espectáculos mezclaban acrobacias con una faceta humorística que se caracterizaba por realizar parodias de artistas como Raquel Meller o Tórtola Valencia, monólogos teatrales e improvisaciones cómicas con espectadores, se encontraban entre el music hall, el vodevil y el circo. Sus chistes pasaron a formar parte de la cultura popular, hasta el punto de que la autoría de los mismos se volvió a menudo incierta. Su temática era de corte social, sobre España y su situación política.
Uno de sus reconocidos números fue la imitación de Raquel Meller cantando El Relicario, en el que Ramper se sacaba de su pecho un zapato, como hacía Meller con el relicario. Se querelló por vía judicial contra un imitador de Barcelona, que copiaba su caracterización, trabajo, actitudes y se anunciaba como el único rival y competidor de Ramper y creador del género.
En 1926, Ramper participó en la película Frivolinas, dirigida por Arturo Carballo, película sobre números de revista, con sketches cómicos. En 1929, protagonizó una serie de cortometrajes dirigidos por Manuel Marín y producidos por Feliciano Manuel Vitores, que formaron parte de los primeros cortometrajes sonoros del cine español: Cuando fui león, Va usted en punto con el banco y En confesionario.
Realizó giras por España y Latinoamérica y se mantuvo activo durante la Guerra civil y la dictadura, períodos en los que grabó sus monólogos cómicos, se hicieron juguetes y ropa con su imagen y dio nombre a una marca de anís producida en Chiclana de la Frontera.
Debutó durante su adolescencia en el Circo Price de Madrid, ubicado en Plaza del Rey, y actuó en este espacio en numerosas ocasiones, donde se llegó a convertir en uno de sus principales artistas por cuarenta años, bajo la dirección de Juan Carcellé y Arturo Castilla.
En 1943, Enrique Dibán dirigió un cortometraje animado sobre el personaje de Ramper, Garabatos Ramper. Más tarde, en 1949, creó su propia compañía ambulante de circo y variedades, usando dos carpas, que resultó en fracaso y provocó su ruina. Estaba casado y tenía dos hijos.
Ramper falleció en la noche de reyes de 1952, a causa de un asma bronquítica agravada por insuficiencia cardíaca. Se encontraba en Sevilla como parte de una gira de actuaciones por Andalucía, truncada por el deterioro de su salud. Su capilla ardiente, en la pista del Circo Price, congregó a más de 5 000 personas por las calles de Madrid.

## Reconocimientos
En 2018, se inauguró en Matadero Madrid la exposición Historia del Circo Moderno. Conmemoración del 250 aniversario del circo moderno 1768-2018, en la que se mostró entre otros, la vida de Ramper en la sección: Payasos españoles del siglo XX. La exposición Intermedios. La cultura escénica en el primer tercio del siglo XX español, organizada por Acción Cultural Española (2016-2018), dedicó un lugar relevante a Ramper.
En 2017, la compañía Cancamisa Teatro estrenó Ramper, vida y muerte de un payaso, a partir de una investigación sobre su vida y legado cómico. La compañía publicó también un libro homónimo donde recoge el proceso de investigación para la creación del espectáculo. Éste se representó en el Teatro Circo Price de Madrid los días 15 y 16 de marzo de 2019.
Durante la Segunda República española, inspiró las murgas para el Carnaval de Cádiz: Los Rámper filarmónicos (1925) y La reaparición de los Rampers (1930) de Manuel López Cañamaque, hecho que sirvió como punto de partida para que el artista español, Jesús Bienvenido, creara en 2022, la obra El Rámper.  En la pieza se cuenta la represión y persecución que sufrieron los autores, directores e intérpretes de la murga y el coro de Cádiz durante el franquismo, a través del uso del teatro, la música, el circo, el payaso y el teatro de objetos.